# Рольдан, Пилар
Мария дель Пилар Рольдан Тапия де Хиффениг (исп. María del Pilar Roldán Tapia de Giffenig, род. 18 ноября 1939, Мехико) — мексиканская фехтовальщица, призёр Олимпийских игр.

## Биография
Мария дель Пилар Рольдан Тапия родилась в 1939 году в Мехико. Её родители — Анхель Рольдан и Мария Тапия — были теннисистами высокого уровня, отец даже играл в мексиканском Кубке Дэвиса. В 10 лет Мария дель Пилар прочитала «Три мушкетёра», и заинтересовалась фехтованием. В 1952 году в Мехико переехал итальянский профессор фехтования, и 13-летняя Мария стала его первой ученицей. Чтобы обеспечить дочери наилучшие условия для занятий, Анхель Рольдан оборудовал дома фехтовальный зал, а с 1954 года сам увлёкся фехтованием. Фехтованием увлеклась и младшая сестра Марии дель Пилар — Мария де Лоурдес.
В ноябре 1954 года 15-летняя Мария дель Пилар зарегистрировалась для участия в отборочном турнире на Панамериканские игры. Набравшись опыта на Панамериканских играх и Играх Центральной Америки и Карибского региона, в 1956 году она в составе мексиканской сборной отправилась на Олимпиаду в Мельбурн.
Олимпиада-1956 была её первым опытом состязаний с электронной фиксацией уколов. Несмотря на свой юный возраст, 17-летняя Мария дель Пилар сумела дойти до полуфинала и в итоге заняла 10-е место. По возвращении домой она и родители решили, что для улучшения техники и спортивного роста ей нужно соревноваться за границей, а не только внутри страны. В 1958 году Мария приняла участие в Открытом чемпионате США, и заняла 7-е место. В 1959 году на Играх Центральной Америки и Карибского бассейна она выиграла бронзовую медаль в индивидуальном зачёте, и серебряную — в командном (в команде была и её сестра — Мария де Лоурдес). После этого Мария дель Пилар занимала только первые места: национальные чемпионаты по фехтованию на рапирах, Панамериканские игры, открытый чемпионат США.
Мария стала лучшей рапиристкой Америки, но сильнейшие фехтовальщики мира жили в Европе, поэтому для подготовки к Олимпиаде-1960 Мария дель Пилар решила совершить тур по Европе. Она приняла участие в открытых первенствах Нидерландов и ФРГ, была 7-й на турнире в Париже, завоевала бронзовую медаль в Люксембурге. В 1960 году на Олимпиаде в Риме её было доверено стать знаменосцем сборной Мексики — это был первый случай в истории Олимпиад, когда национальный флаг несла женщина. Мария дель Пилар поставила своей целью на этих Играх прорваться в финальный раунд, и добилась её — в итоге она стала 7-й.
По возвращении в Мехико Мария дель Пилар вышла замуж за бизнесмена Хиффенига. В декабре 1961 года родился первый сын — Эдгар, а в 1963 — дочь Ингрид. Семья поддерживала Марию в её спортивных делах, и она продолжала завоёвывать медали на международных чемпионатах. В 1963 году стало известно, что Олимпиада-1968 пройдёт в Мехико. Тем большее разочарование вызвало известие о том, что на Олимпиаду-1964 Мексиканский олимпийский комитет решил не брать фехтовальщиков, так как «среди них нет того, кто мог бы достойно представить страну».
В 1965 году Мария дель Пилар для лучшей подготовки к Олимпиаде наняла польского тренера — Ежи Бочака. Он помог ей улучшить мастерство, и в 1966 году она завоевала золотую медаль Панамериканских игр. В итоге на Олимпиаде 1968 года она смогла завоевать серебряную медаль.